# Tatsuaki Egusa
Tatsuaki Egusa –en japonés, 江種 辰明, Egusa Tatsuaki– (28 de octubre de 1976) es un deportista japonés que compitió en judo. Ganó una medalla en los Juegos Asiáticos de 2006, y siete medallas en el Campeonato Asiático de Judo entre los años 1999 y 2009.

## Palmarés internacional
| Juegos Asiáticos    | Juegos Asiáticos      | Juegos Asiáticos  | Juegos Asiáticos |
| Año                 | Lugar                 | Medalla           | Categoría        |
| ------------------- | --------------------- | ----------------- | ---------------- |
| 2006                | Doha (Catar)          | Medalla de oro    | –60 kg           |
| Campeonato Asiático |                       |                   |                  |
| Año                 | Lugar                 | Medalla           | Categoría        |
| 1999                | Wenzhou (China)       | Medalla de bronce | –60 kg           |
| 2000                | Osaka (Japón)         | Medalla de oro    | –60 kg           |
| 2001                | Ulán Bator (Mongolia) | Medalla de bronce | –60 kg           |
| 2003                | Jeju (Corea del Sur)  | Medalla de bronce | –60 kg           |
| 2004                | Almatý ( Kazajistán)  | Medalla de bronce | –60 kg           |
| 2005                | Taskent (Uzbekistán)  | Medalla de plata  | –60 kg           |
| 2009                | Taipéi (Taiwán)       | Medalla de oro    | –66 kg           |